# Maximianus cephalicus
Maximianus cephalicus är en insektsart som beskrevs av William Lucas Distant 1918. Maximianus cephalicus ingår i släktet Maximianus och familjen dvärgstritar. Inga underarter finns listade i Catalogue of Life.